# Amazon Web Services
Amazon Web Services (také známý jako AWS, v českém překladu „Webové služby Amazon“) je světově nejrozšířenější platforma cloud computingu pro poskytování online služeb nabízené americkou společností Amazon.com Inc, ke které lze přistupovat přes internet po celém světě a nevyžaduje správu uživatelů nebo tyto zdroje sledovat. Tyto webové služby jsou dostupné prostřednictvím serverů, jež používají typické webové protokoly, jako je HTTP a HTTPS, a používají je stroje nebo lidé prostřednictvím uživatelského rozhraní. Uživatelé mají plnou kontrolu nad svými daty a mohou také provádět jakékoliv změny kdykoliv a kdekoliv. Zákazníci si mohou zakoupit úložný prostor pro uložení rozsáhlé databáze, šířku pásma pro hostování webových stránek nebo výpočetní výkon pro vzdálené spouštění složitého softwaru. Firmy či jednotlivci se tak vyhnou starostem s nákupem a provozem vlastního hardwaru a současně jim umožňuje platit pouze za to, co skutečně spotřebují. Funguje na modelu pay-as-you-go (platíte jen za to, co využijete). Dnes tyto služby zahrnují více než 200 služeb cloud computingu v různých tvarech a podobách. Nabízí neomezené množství ukládání dat, včetně výpočetních, úložných, databázových, analytických, síťových, mobilních, vývojářských nástrojů a podnikových aplikací. Mezi nejoblíbenější služby patří virtuální výpočetní služby jako Amazon Elastic Compute Cloud (EC2) a Amazon Simple Storage Service (Amazon S3), Amazon Connect a AWS Lambda, které umožňují podnikům vytvářet aplikace plně v cloudu.
Technologie AWS se poprvé objevila na trhu v roce 2006, kdy začala nabízet služby IT infrastruktury podnikům jako webové služby – nyní běžně známé jako cloud computing. Cloud AWS je sada všech serverů připojených k síti, kterou hostuje její servisní platforma. Hovoříme o operačním systému, který přeformuluje více serverů do koherentní jednotky.
Služby můžeme rozdělit do tří hlavních produktů: EC2 – služba virtuálních strojů Amazon, Glacier – nízkonákladová cloudová úložiště a S3 – systém úložiště Amazon. Může spustit prakticky jakoukoli aplikaci, včetně sociální sítě, hraní her, streamování videa, online bankovnictví a mnoha dalších. Jednou z klíčových výhod cloud computingu je nahrazení počátečních kapitálových výdajů na infrastrukturu nízkými variabilními náklady, které rozšiřují podnikání.   Společnosti již nemusí díky cloudu plánovat a pořizovat servery a další IT infrastruktury týdny či měsíce dopředu. Mohou však neprodleně spustit mnoho serverů během několika minut a získat výsledky mnohem rychleji.
Společnost dodnes poskytuje nesmírně důvěryhodnou, škálovatelnou a nízkorozpočtovou infrastrukturní platformu v cloudu, který pohání statisíce podniků v přibližně 190 zemích světa.  AWS má 81 zón dostupnosti, ve kterých jsou umístěny její servery. Tyto oblasti služeb jsou rozděleny tak, aby uživatelé mohli nastavit geografické limity pro své služby a zajistit diverzifikaci fyzických míst, kde jsou data uložena. Díky své schopnosti snižovat náklady, zvyšovat bezpečnost a urychlovat inovace si AWS získává nespočet zákazníků, zejména od nejrychleji rostoucích startupů po největší společnosti a také přední vládní agentury. Jedním z největších zákazníků AWS je služba streamování videa Netflix, která využívá Amazon k ukládání svého obsahu na servery po celém světě. Dalšími aktivními uživateli AWS jsou známé organizace z různých odvětví, jako je Disney, Adobe, Airbnb, Samsung, Coca-Cola, Slack, Ministerstvo spravedlnosti Spojeného království, Kellogg's, The Guardian a Evropská vesmírná agentura.

## Služby
Veřejný cloud AWS je rozdělen do tří různých vrstev služeb: Infrastructure as a Service (IaaS, infrastruktura jako služba), Platform as a Service (PaaS, platforma jako služba) a Software as a Service (SaaS, software jako služba).

### Infrastructure as a Service (IaaS)
IaaS je nejnižší základní vrstva cloud computingu, která nabízí přístup k datovým úložištím, sítím a počítačovému hardwaru potřebnému k provozování podniku s ohledem na nižší náklady na infrastrukturu. Je vysoce flexibilní a poskytuje svým uživatelům kontrolu nad IT prostředky. Patří sem VPC, EC2, EBS.

### Platform as a Service (PaaS)
PaaS nabízí platformy, na kterých lze budovat vlastní aplikace a služby v cloudu. Tato vrstva je málo využívána podnikateli, protože je zaměřena především na vývojáře a provozní profesionály. Umožňuje spravovat základní infrastrukturu, zejména operační systém a hardware. Díky tomu jsou vývojáři efektivnější, protože se nemusí starat o plánování kapacit či údržbu softwaru, a mohou se plně soustředit na rozvinutí a správu aplikací. Například RDS, EMR, ElasticSearch.

### Software as a Service(SaaS)
SaaS je nejvyšší vrstva v cloudu AWS a metoda umožňující uživatelům používat aplikace přes internet. Spojuje cloudovou infrastrukturu a software, včetně kancelářských nástrojů jako jsou Amazon WorkSpaces, Google Apps for Work a Microsoft Office 365. Software as a Service poskytuje slušné řešení softwaru, které lze zakoupit od dodavatele cloudových služeb. Tito poskytovatelé nejen spravují počítačový hardware a software, ale také zajišťují přístupnost a bezpečnost aplikace a uživatelských dat. Nabízí rychlé zprovoznění aplikace s nejnižšími počátečními náklady.